# Geamclo
Geam Mera (Manta, Ecuador; 18 de febrero de 2000), más conocido por su nombre artístico Geamclo es un DJ / productor / remixer. Produce temas orientados a géneros como el tech house, house y house progresivo.

## Biografía
A los 13 años de edad,  descubrió su afición por la música. Geamclo con tan solo los 14 años comenzó su carrera de DJ, en la cual para comenzarla tenía que hacerse reconocer, él se hizo reconocer primero por las redes sociales como Facebook, Twitter y YouTube, luego empezó a tocar en los conciertos de que realizan en Manta (Ecuador) logrando de esta forma hacerse conocer.
También cabe mencionar los remixes que hizo para algunos de los mejores DJs según  DJ Mag Top 100, como Fedde Le Grand, Armin van Buuren, Tiesto, Bob Sinclar, Chris Lake, DJ MC, Laidback Luke, Sharam, Steve Angello, Booty Luv y Hi_Tack.
En 2015 pinchó en el escenario principal de Manta Carnaval Fest, uno de los festivales más grandes de Manta .

## Producción
En 2015, crea "In The Jungle", una serie de compilados en el que combinaba estilos variados, que mezclaban sonidos latinos y el electro, con buenas ventas.
En 2016, crea "World Cup", en la cual la realizó para un vídeo de HK Army (Paintball), la cual es muy reconocida por su tono, en el cual emplea una mezcla de sonidos y géneros como el Dubstep y el Electro-House.

## Discografía

### Singles y EP
- 2014: "Welcome To The Jungle"
- 2014: "In The Club" (Original Mix)
- 2015: "In the jungle"
- 2015: "EGYPT" (Original Mix)
- 2016: "World cup"
- 2016: "The After"
- 2016: "The Code"
- 2016: "Future"
- 2016: "Moments"

## Remixes & Edits
2015
- "Boom Boom" (Inna) (DJGeamPride Remix)
- "One" (Swedish House Mafia) (DJGeamPride Remix)
- "Goldskies" (Sander Van Doorn , Martin Garrix & DVBBS) (DJGeamPride Remix) (OUT NOW)
- "Sunburst" (Tobu) (DJGeamPride Remix) (PREVIEW)

## Significado de su nombre
- Es un compilado de su primer nombre y su segundo nombre, aquel proviene de su abuelo.

## Deportes
- Geamclo es un amante del surf, Categoría: Bodyboard.

## Influencias
- Su música está inspirada en: Tiësto, Laidback Luke, Nicky Romero, Avicii, Sebastian Ingrosso, Swedish House Mafia, Steve Aoki, Dimitri Vegas & Like Mike, Angger Dimas, Axwell, Steve Angello, Hardwell, Martin Garrix , Danny Ávila y DVBBS